# 쇼덴인
쇼덴인(일본어: 聖天院 성천원[*]), 또는 승락사(勝樂寺)는 일본 사이타마현 이루마군 히타카정에 위치한 사찰이다.

## 개요
일본으로 망명한 고구려의 왕족 출신 유민인 고약광이 죽자, 그의 시념승(侍念僧) 승락(勝樂)이 죽슨 고약광의 명복을 빌기 위하여 고약광이 생전에 고구려에서 가지고 온 성천존(聖天尊)을 안치하여 사찰 건립을 시작했다.
승락이 죽은 뒤에는 그의 제자이자 고약광의 아들인 성운(聖雲)이 이 절을 완성시켰다.